# Chalileo (departamento)

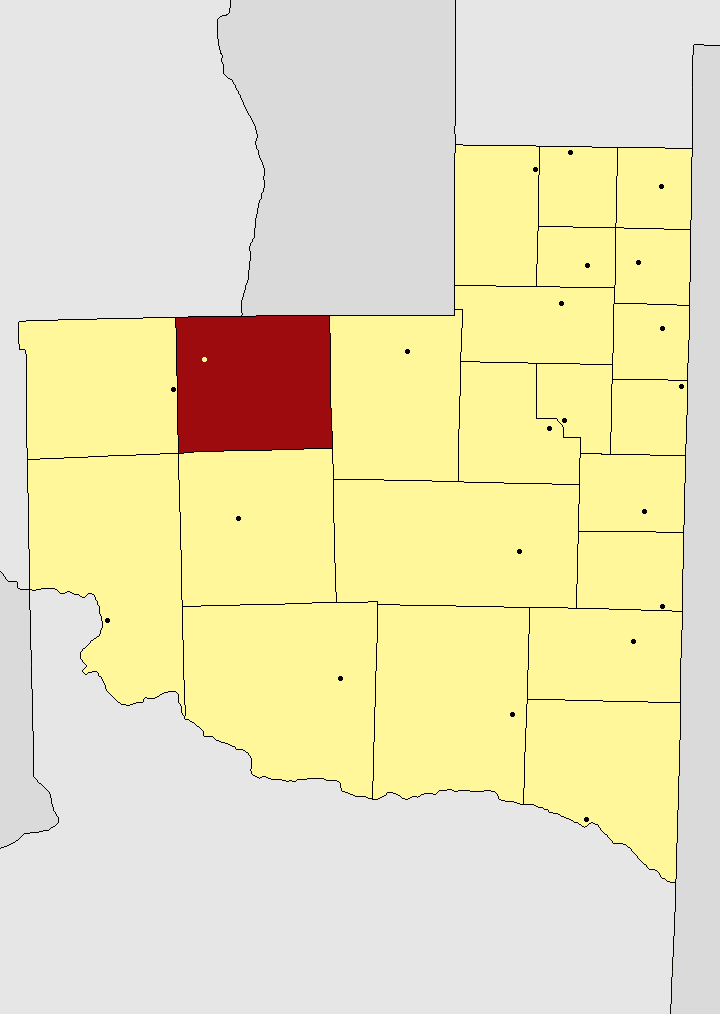
Localização de Chalileo na província de La Pampa.

Chalileo é um departamento da Argentina, localizada na província de La Pampa. Sua capital é Santa Isabel. O departamento tem uma área de 8.917 km² e possuía no ano de 2010 cerca de 2985 habitantes.  Seu clima predominante  é semi-árido frio de estepe (código Köppen: BSk).  
Neste departamento vive a comunidade originária povo Ranquel (ranqueles) Nehuenche de Santa Isabel, (autodenominação: rankülche), Colônia Emílio Mitre, em território tradicional legalmente reconhecido pelo governo Argentino através do Instituto Nacional de Assuntos Indígenas.  